# Karnāveh-ye Shīrān
Karnāveh-ye Shīrān (persiska: کرناوه شیران, Karnāveh-ye Shīrīn) är en ort i Iran.   Den ligger i provinsen Khorasan, i den nordöstra delen av landet, 700 km öster om huvudstaden Teheran. Karnāveh-ye Shīrān ligger 579 meter över havet och antalet invånare är 471.
Terrängen runt Karnāveh-ye Shīrān är huvudsakligen kuperad, men åt nordväst är den platt. Runt Karnāveh-ye Shīrān är det ganska tätbefolkat, med 185 invånare per kvadratkilometer. Närmaste större samhälle är Zangelānlū, 17,7 km väster om Karnāveh-ye Shīrān. Omgivningarna runt Karnāveh-ye Shīrān är i huvudsak ett öppet busklandskap.